# Kanton Mulhouse-Sud
Der Kanton Mulhouse-Sud war seit 1861 ein französischer Wahlkreis im Département Haut-Rhin. Am 22. März 2015 wurde er aufgelöst.
Gemeinden:
- Bruebach
- Brunstatt
- Didenheim
- Flaxlanden
- Galfingue
- Heimsbrunn
- Morschwiller-le-Bas
- Mülhausen (teilweise)
- Zillisheim